# Йоганн Готтфрід Шадов

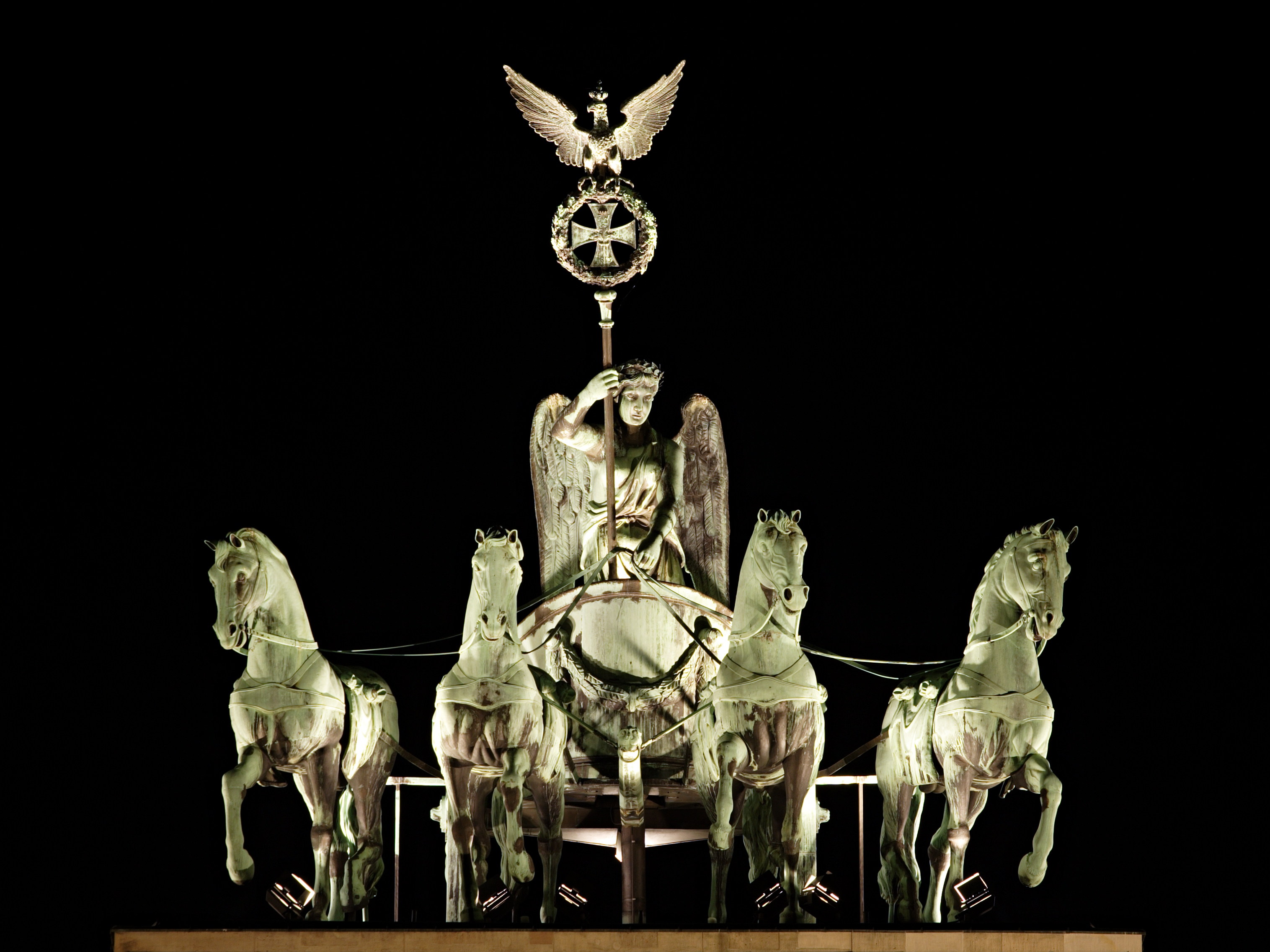
Квадрига на Бранденбурзьких воротах у Берліні

Йоганн Готтфрід Шадов (нім. Johann Gottfried Schadow; 20 травня 1764 — 27 січня 1850) — німецький скульптор, художник.

## Біографія
Йоганн Готтфрід Шадов народився 20 травня 1764 року в Берліні. Навчався у скульптора Жана-П'єра-Антуана Тассара (фр. Jean-Pierre-Antoine Tassaert), покровителем якого був король Пруссії Фрідріх II. 1785 року Йоганн поїхав у Рим, де пробув три роки. 1788 року, після смерті Тассара, він отримав його посаду при дворі й повернувся до Берліна. 
Створив понад 200 робіт.
Помер 27 січня 1850 року в Берліні. Його сини Рудольф і Фрідріх Вільгельм були скульптором і художником відповідно. Його внук Фелікс фон Бендеманн був адміралом Імператорських військово-морських сил.

## Творчість
Його першою відомою роботою став пам'ятник маркграфу, сину Фрідріха-Вільгельма II, який було зведено у церкві Святої Дороти, у Берліні. Після того була статуя Фрідріху II, надгробок Фрідріха Вільгельма Шутце (нім. Friedrich Wilhelm Schütze), квадрига з богинею Перемоги на Бранденбурзьких воротах у Берліні (1789—1794) тощо. Протягом 1796—1797 рр. створив скульптурну групу «Принцеси».
Серед його робіт є понад 100 погрудь (Кристоф Мартін Віланд, Гете, Генрієтта Герц, принцеси Луїза та Фрідеріка, Фрідріх Давид Гіллі та інші).